# Cicli Sannino
Cicli Sannino  byla italská značka kol, založena Maurem Sanninem a jeho třemi společníky, pány Sannicandrem, Cavallitem a Brusaschettem, v roce 1978.

## Historie
Mauro Sannino se vyučil stavbě cyklistických rámů u svého dědy, kde byl 10 let v učení. V roce 1978 založil společnost pod názvem Cicli SANNINO. Od roku 1981 společnost dodávala kola pro polský národní tým a tým bývalého SSSR, vč. mužského a ženského olympijského juniorského týmu.
V roce 1982 se společnost Cicli SANNINO přestěhovala na svou současnou adresu na ulici via Montemagno, v Turíně, zhruba 300 metrů od velodromu Fausta Coppiho. Produkce kol byla malosériová. V polovině 80 let vyráběla asi 1500 rámů ročně. Mimo Itálie, byla kola prodávána také v Německu a Belgii.
První modely byly ve stejné geometrii, jako měli i ostatní výrobci kol, např. Bianchi, Colnago, Wilier na svých ocelových rámech. V roce 1984 došlo k vývoji nových typů rámů s jiným sklonem trubek, především u modelů, které byly určeny pro silniční kritéria a časovky. Tuto strmější geometrii si nechal Mauro Sannino registrovat ochrannou známkou. Model kola Offhand, který byl kolem pro závodníky, se sklonem 75° sedlové trubky a 77° hlavové trubky. Podobný sklon měl jen závodní Columbus SL.
V roce 1985 začala společnost s výrobou MTB kol. V tomto období došlo k zahájení exportu kol do USA a Japonska.
Do roku 1987 společnost spolupracovala s výrobce komponent, italskou firmou Giovanni Galli and Co.,  která dodávala díly také pro značku Olmo. Vzhledově byly komponenty podobné italské značce Campagnolo, ale komponenty Galli byly v široké škále eloxovaných barev, např. černá, červená, modrá, zlatá, zelená. Na výrobě některých komponent spolupracoval s francouzskými značkami Mailliard a Stronglight.
V roce 1990–1992 společnost sponzorovala švýcarský profesionální tým Itas-Raider-Galli. Od roku 1994 byla firma technickým sponzorem Stefanie Belmondové. Společnost také organizuje lokální závody typu Granfondo. Mimo závodních silničních a horských kol, vyrábí také kola pro triatlon a treking.
Mauro Sannino vyrábí ocelové, karbonové rámy také pro společnost iko Sportartikel Handels GmbH, která vyrábí jízdní kola značky Corratec.